# Citigroup Center (Los Ángeles)
El Citigroup Center (anteriormente conocido como 444 Edificio Flor) es un rascacielos de 191 m de altura y 48 pisos ubicado en la calle 444 S. Flower en el Bunker Hill área del centro de Los Ángeles, California. Fue completado en 1979.
El edificio era propiedad de Beacon Capital Partners, que tras comprar el edificio en 2003 por 170 millones de dólares, y más tarde lo vendió a Broadway Partners Fund.

## En la cultura popular
- El edificio aparece en el videojuego Grand Theft Auto V. Se encuentra en el centro de Los Santos (equivalente del juego de Los Ángeles), sin embargo se cambió el nombre del Centro Schlongberg Sachs, que es el equivalente en el juego del The Goldman Sachs Group.
- Aparece destruido en la película de 2010, Resident Evil: Afterlife donde Alice sobrevuela por su costado en su avioneta.
- El edificio aparece en la película de 2015 Terremoto la Falla de San Andrés la torre aparece cuando la U.S. Bank Tower se precipita contra el mismo edificio.